# Boscia gossweileri
Boscia gossweileri är en kaprisväxtart som beskrevs av Arthur Wallis Exell. Boscia gossweileri ingår i släktet Boscia och familjen kaprisväxter. Inga underarter finns listade i Catalogue of Life.